# Coleophora subparcella
Coleophora subparcella é uma espécie de mariposa do gênero Coleophora pertencente à família Coleophoridae.